# かわぐちけい
かわぐち けい（5月10日 - ）は、日本の女性漫画家。茨城県下妻市出身。

## 経歴
主に4コマ漫画や児童書のイラスト・挿絵等を描いている。児童書ではホラー・怪談を扱う分野の本を多く手がけている。
現在、芳文社の本当にあったまる生ここだけの話に作品を連載しており、同人誌の活動も行っている。